# زي بيغويتا
جوسيه باروس سيلفا (بالبرتغالية: José Barros Silva‏) المعروف باسم زي بيغويتا (بالبرتغالية: Zé Piguita‏) (ولد في 26 ديسمبر 1973 في برايا) لاعب كرة قدم أخضري دولي متقاعد كان يجيد اللعب في خط الدفاع.
أول نادٍ انضم إليه هو أديسبا في دوري جزيرة سانتياغو الذي لعب فيه من عام 1999 حتى عام 2002 وفي وقت لاحق لعب في فرنسا مع واسكال لموسم واحد ثم انضم إلى الأهلي القطري من 2003 إلى 2005 ثم الشمال لمدة ثلاثة مواسم حتى عام 2008.
عاد إلى الرأس الأخضر وفي عام 2013 أصبح مساعد مدرب سبورتينغ برايا لموسم واحد. بعد ذلك بعام أصبح مدرب أكاديميكا برايا حتى عام 2016.